# Minor Premise
Pour plus de détails, voir Fiche technique et Distribution.
Minor Premise est un film américain réalisé par Eric Schultz, sorti en 2020.

## Synopsis
Voulant dépasser l'héritage de son père, un neuroscientifique fragmente sa conscience en dix parties.

## Fiche technique
- Titre : Minor Premise
- Réalisation : Eric Schultz
- Scénario : Justin Moretto, Eric Schultz et Thomas Torrey
- Musique : Gavin Brivik
- Photographie : Justin Derry
- Montage : James Codoyannis et Christopher Radcliff
- Production : Justin Moretto, Ross O'Connor, Eric Schultz, Nicolai Schwarzkopf et Thomas Torrey
- Société de production : Bad Theology, Relic Pictures et Uncorked Productions
- Pays :  États-Unis
- Genre : Drame, science-fiction et thriller
- Durée : 95 minutes
- Dates de sortie : 
  - États-Unis : 4 décembre 2020

## Distribution
- Sathya Sridharan : Ethan
- Paton Ashbrook : Alli
- Dana Ashbrook : Malcolm
- Purva Bedi : Maggie
- Alex Breaux : Timmy Fitzgerald
- E.J. Carroll : Dr. Joseph Lang
- Karron Graves : Lauren
- Nikolas Kontomanolis : Paul
- Melanie Nicholls-King : Dean Myers
- Lev Pakman : Mitchell

## Accueil
Le film a reçu un accueil favorable de la critique. Il obtient un score moyen de 66 % sur Metacritic.